# Италика
Италика (Italica; на испански: Itálica) е бил римски град в римската провинция Бетика (Hispania Baetica) в Испания.
Останките на града се намират в Santiponce на около 10 км северно от Hispalis (днешна Севиля) на река Гуадалкивир.
Италика е основан през 206 пр.н.е. от Сципион Африкански и заселен с италиански граждани. Освен амфитеатър има и театър.